# Norrholmen och Söderholmen
Norrholmen och Söderholmen  är en ö i Åland (Finland). Den ligger i Skärgårdshavet och i kommunen Brändö i landskapet Åland, i den sydvästra delen av landet. Ön ligger omkring 67 kilometer nordöst om Mariehamn och omkring 220 kilometer väster om Helsingfors.
Öns area är 92 hektar och dess största längd är 1,7 kilometer i sydöst-nordvästlig riktning. Ön höjer sig omkring 20 meter över havsytan.
Den består av två sammanväxta öar, Norrholmen och Söderholmen.